# Districtul Khemis Miliana
Khemis Miliana este un district din provincia Aïn Defla, Algeria.